# CORAgE
CORAgE ist das bislang einzige Album der Heidelberger Rapperin Cora E. Es erschien im März 1998 auf CD. Im Juni 1997 erschien es mit einer anderen Tracklist bereits unter dem Titel …Und der MC Ist Weiblich als Doppel-LP.

## Entstehung
Die Rapperin Cora E. hatte seit dem Beginn ihrer Karriere im Jahr 1988 ab 1993 mehrere Singles herausgebracht; hinzu kam ein Beitrag zum Sampler Kill the Nation with a Groove. Die Gelegenheit, ein Album aufzunehmen, kam eher zufällig zustande.

„Ich mußte nie auf Teufel komm raus sagen: ‚Ich bin Rapperin und will jetzt auch ’ne LP machen‘. Für mich waren immer alle Elemente im HipHop wichtig, und das Rappen war halt nur ’n Teil davon. Ich war zufrieden mit dem, was so kam, das zu nehmen und das, was da war, rauszubringen. Überhaupt ’ne LP zu machen war für mich eher spruchreif seit dem letzten Jahr, da ergab sich die Möglichkeit, mit vielen interessanten Leuten zusammenzuarbeiten: Ich war z. B. auf Tour mit De La Soul, ich war in New York und hab’ mit der Rock Steady Crew aufgenommen.“

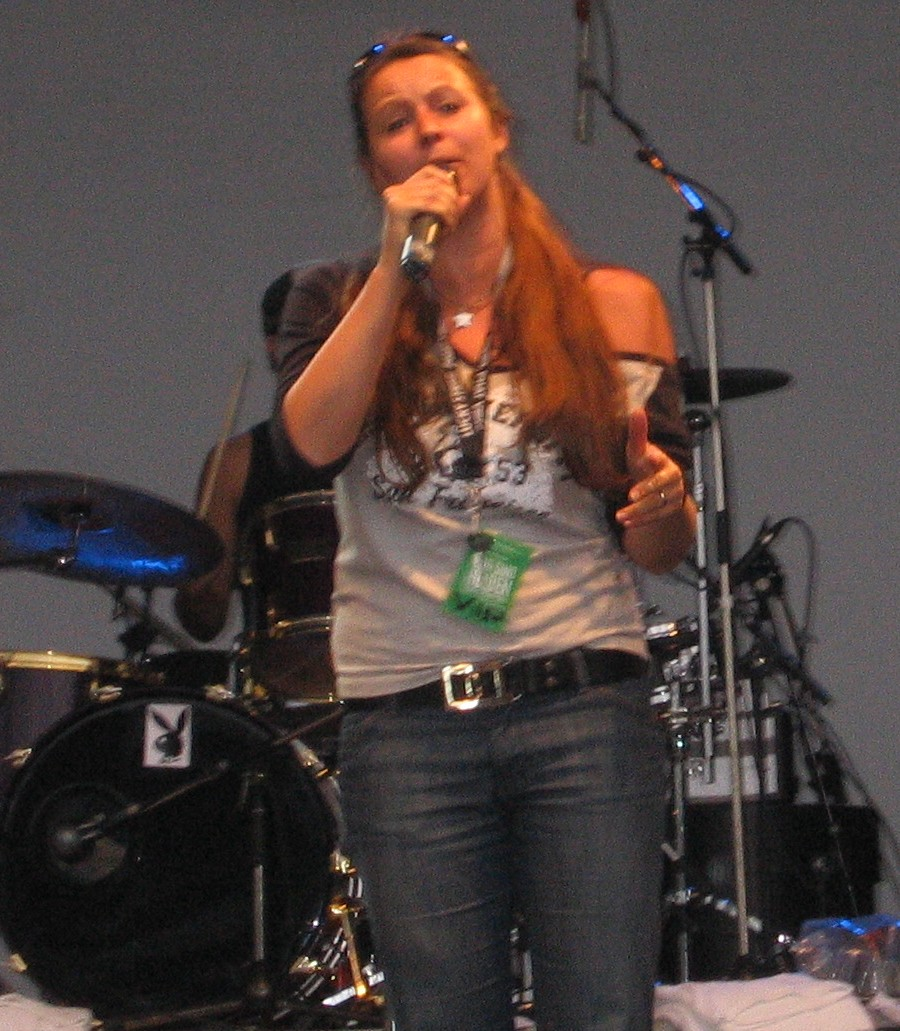
Cora E. im Jahr 2005

Zudem wollte sie auch auf die musikalische Gestaltung der CD möglichst viel Einfluss nehmen. Dies sowie ihr Beruf, der innerhalb der Psychiatrie angesiedelt ist, und die große Anzahl der Produzenten, mit denen sie zusammenarbeitete, trugen zu der relativ späten Veröffentlichung bei. Der Albumtitel stellt ein Wortspiel aus dem Künstlernamen der Rapperin und dem französischen Wort „courage“ (deutsch: Mut) dar.

## Aufnahmen
Die Aufnahmen fanden im True Business Studio in Bad Oeynhausen, im Mr. Wiggles at Home in der Bronx sowie im Exit Studio Berlin statt. Mit den Stieber Twins, Busy, X-Tended Spirit und den Wiggles wirkten insgesamt vier Produzententeams an der Entstehung des Albums mit. Beim ersten Stück stammt die Musik von Coras früherem Hausproduzenten Marius No.1. Als Executive Producer fungierte Akim Walta von MZEE Productions. Gastrapper auf dem Album sind Curse, die Stieber Twins und Taino Tactics.

## Gestaltung
Das Cover ist größtenteils in der Farbe braun gehalten. Es zeigt rechts den Oberkörper der Künstlerin, die eine Jacke trägt und in den Haaren eine Sonnenbrille hat. Ihre Haare hängen teils im Gesicht, teils hinter ihrem linken Ohr. Im Hintergrund ist unscharf die Silhouette einer Hochhaussiedlung zu erkennen. Links oben sind Kratzspuren zu erkennen sowie ein kurzer, schwarzer Balken, auf dem graffiti-ähnlich in weißen Buchstaben „CORA“ und ein kleines e, letzteres in einem Kreis steht. In der unteren Bildhälfte ragt vor einem leicht schrägen, schattigen Balken der Schriftzug in Form eines Graffitos „CORAGE“ hervor, wobei das G rot und die übrigen Buchstaben weiß sind.
Im Booklet dominieren die Farben beige, blau, hellgrau, rot und ockergelb. Es sind teilweise weiße Graffiti enthalten, sowie unscharfe Bilder von Cora E. mit Taino Tactics und einigen Texten, jedoch nicht in der Reihenfolge des Albums.

## Texte und Musik
Die meisten Texte auf dem Album sind dem Conscious Rap zuzuordnen. Das Intro bei Volle Kontrolle wird von Curse vorgetragen. Cora E. legt anschließend unter anderem dar, dass es ihr mit diesem Album nicht darum geht, in die Charts zu gelangen.
Suicide erzählt die Geschichte eines Mannes, der Selbstmord begeht. In Schlüsselkind geht es um ihre Jugend und vor allem um die Trennung ihrer Eltern. Zeig es mir ist eine Liebeserklärung an einen nicht näher bestimmten Mann. …Und der MC Ist Weiblich thematisiert ihre Rolle als Frau innerhalb der Hip-Hop-Szene.

## Promotion
Schlüsselkind erschien bereits 1997 als Single. 1998 folgten Zeig es mir sowie …und der MC ist weiblich. Zu den beiden ersteren wurden zudem Videos gedreht. In Schlüsselkind trägt sie vor einem weißen Hintergrund das Stück vor, während sie dabei von drei Tänzern umgeben ist. Bei Zeig es mir sieht man die Rapperin meistens auf einer Parkbank, zwischendrin werden Szenen aus einem Film eingeblendet, der in einer Psychiatrie spielt und in dem es um eine Liebesgeschichte geht, bei der eine Ärztin sich in einen Insassen verliebt. In diesem Video ist jedoch die von Curse gerappte Strophe nicht enthalten.